# Christine Morency
Pour les articles homonymes, voir Morency.
 (septembre 2024).
La mise en forme du texte ne suit pas les recommandations de Wikipédia : il faut le « wikifier ».
Les points d'amélioration suivants sont les cas les plus fréquents. Le détail des points à revoir est peut-être précisé sur la page de discussion.
- Les titres sont pré-formatés par le logiciel. Ils ne sont ni en capitales, ni en gras.
- Le texte ne doit pas être écrit en capitales (les noms de famille non plus), ni en gras, ni en italique, ni en « petit »…
- Le gras n'est utilisé que pour surligner le titre de l'article dans l'introduction, une seule fois.
- L'italique est rarement utilisé : mots en langue étrangère, titres d'œuvres, noms de bateaux, etc.
- Les citations ne sont pas en italique mais en corps de texte normal. Elles sont entourées par des guillemets français : « et ».
- Les listes à puces sont à éviter, des paragraphes rédigés étant largement préférés. Les tableaux sont à réserver à la présentation de données structurées (résultats, etc.).
- Les appels de note de bas de page (petits chiffres en exposant, introduits par l'outil «  Source ») sont à placer entre la fin de phrase et le point final[comme ça].
- Les liens internes (vers d'autres articles de Wikipédia) sont à choisir avec parcimonie. Créez des liens vers des articles approfondissant le sujet. Les termes génériques sans rapport avec le sujet sont à éviter, ainsi que les répétitions de liens vers un même terme.
- Les liens externes sont à placer uniquement dans une section « Liens externes », à la fin de l'article. Ces liens sont à choisir avec parcimonie suivant les règles définies. Si un lien sert de source à l'article, son insertion dans le texte est à faire par les notes de bas de page.
- La présentation des références doit suivre les conventions bibliographiques. Il est recommandé d'utiliser les modèles {{Ouvrage}}, {{Chapitre}}, {{Article}}, {{Lien web}} et/ou {{Bibliographie}}. Le mode d'édition visuel peut mettre en forme automatiquement les références.
- Insérer une infobox (cadre d'informations à droite) n'est pas obligatoire pour parachever la mise en page.

Pour une aide détaillée, merci de consulter Aide:Wikification.
Si vous pensez que ces points ont été résolus, vous pouvez retirer ce bandeau et améliorer la mise en forme d'un autre article.
Christine Morency est une humoriste et comédienne québécoise.

## Biographie
Née en 1986, Christine Morency a été élevée par sa mère monoparentale, Francine.
Elle a obtenu en 2007 un diplôme d'études collégiales en Arts et Lettres profil théâtre au Cégep Marie-Victorin à Montréal. Par la suite, elle a effectué un bref passage à l'École de théâtre de St-Hyacinthe en interprétation.
Christine se découvre une passion pour la scène en jouant dans plusieurs équipes d'improvisation à travers la province. En 2018, Mike Ward décide de modifier l'un de ses trophées pour le remettre à l'humoriste à titre de révélation du festival Juste pour rire.
Au début de l'année 2023, Christine est devenue virale au Québec en pétant au visage d'Arnaud Soly à la télé dans l'émission LOL: Qui rira le dernier?, diffusé sur Prime d'Amazon.
En janvier 2025, son premier spectacle solo Grâce est certifié double platine par l’ADISQ pour avoir vendu plus de 200 000 billets. Ce dernier se termine en juin 2025.

## Carrière

### Scène
- 2018 : Mélanie Couture, première partie
- 2018 : Mike Ward, première partie
- 2018 : Mini Fest
- 2018 : Grand Montréal Comique
- 2018 : Festival Zoofest, Pareils pas pareils, Gala 2023, Christine. Pas François
- 2018 : Gala Laurent Paquin, Festival Juste pour rire
- 2018 : Gala Jean-Michel Anctil, ComediHa! Fest-Québec
- 2019 : Christine. Pas François, rodage
- 2022: Grace

### Télévision
- 2018 : Le show de Rousseau, (VTÉLÉ), participation
- 2019 : Bonsoir, Bonsoir (Radio-Canada Télé), collaboratrice
- 2019 : Prière de ne pas envoyer de fleurs, (Radio-Canada Télé), participation
- 2019 : L'open mic de..., (VTÉLÉ), humoriste
- 2022 : Le maître du jeu (Noovo), participation
- 2022 : LOL : Qui rira le dernier ? (Prime Video), participation
- 2022 : Christine Morency : sans filtre (Crave), elle-même
- 2024: Imposteur de Rachid Badouri, participation

### Radio
- 2022 : COMPLÈTEMENT MIDI! à rouge FM